# Mikuláš Maník
Mikuláš Maník (* 26. Mai 1975 in Košice) ist ein slowakischer Schachmeister.

## Erfolge
Im Jahr 1996 gewann Maník ein Turnier in Lázně Bohdaneč. Er teilte 1997 den ersten Platz in Litomyšl und in Lázně Bohdaneč, in Prievidza war er Zweiter. Im nächsten Jahr (1998) war er geteilter Sieger beim Tatry Open in Tatranská Lomnica, in Pardubice hat er auch den ersten Platz geteilt. Im Jahr 2001 teilte er den Sieg mit Tomáš Likavský in Tatranské Zruby, zwei Jahre später (2003) war er geteilter Sieger in Wien und auch 2006 in Česká Třebová. 2006 erhielt er den Titel Großmeister.

## Nationalmannschaft
Maník nahm mit der slowakischen Nationalmannschaft an den Schacholympiaden 2002 und 2004 teil, wo er 10 Punkte aus 17 Partien erzielte. 1999 spielte Maník bei den Mannschaftseuropameisterschaften in Batumi. Zwischen 1995 und 2004 nahm er außerdem fünfmal am Mitropapokal teil, sein größter Erfolg war der zweite Platz mit der Mannschaft und der Gewinn der Einzelwertung am Spitzenbrett 2004.

## Vereine
In der slowakischen Extraliga spielte Maník von 1994 bis 1998 für den ŠK Tatran Prešov, von 1998 bis 2004 für den ŠK Hydina Košice, mit dem er 2000 am European Club Cup teilnahm, von 2004 bis 2006 für den ŠK HOFFER Komárno, mit dem er 2006 slowakischer Mannschaftsmeister wurde, von 2007 bis 2010 für den MŠK KdV Kežmarok, von 2010 bis 2014 für den TJ INBEST Dunajov und seit der Saison 2014/15 für den ŠK Prakovce. In der tschechischen Extraliga spielte er in der Saison 1995/96 für den ŠK H.Fuchs Ostrava, in der Saison 1996/97 für den ŠK Pardubice, von 1997 bis 2001 für den ŠK Sokol Kolín, von 2002 bis 2005 für den ŠK Sokol Plzeň, von 2005 bis 2008 für den A64 Hagemann Opava und in der Saison 2013/14 für den ŠK ERA Poštovní spořitelna.
In Österreich spielt Maník für den ASVÖ Pamhagen, mit dem er von 2007 bis 2009 in der 1. Bundesliga spielte und 2009 am European Club Cup teilnahm. Auch in der Saison 2014/15 war er in der 1. Bundesliga für Pamhagen gemeldet, blieb aber ohne Einsatz.